# Courrières
Courrières è un comune francese di 10 505 abitanti situato nel dipartimento del Passo di Calais nella regione dell'Alta Francia.
La storia della regione resta segnata dalla sciagura mineraria impropriamente chiamata catastrofe di Courrières, in riferimento al nome della compagnia mineraria coinvolta. 
Il drammatico incidente, avvenuto il 10 marzo 1906, provocò 1099 vittime ed è la più grave tragedia mineraria mai avvenuta in Europa. Non si verificò sul territorio di Courrières, ma in quello dei comuni di Billy-Montigny, Méricourt e Sallaumines.

## Società

### Evoluzione demografica
Abitanti censiti